# Карликовый алтайский осман
Карликовый алтайский осман (лат. Oreoleuciscus humilis) — вид лучепёрых рыб семейства карповых, представитель рода алтайских османов (Oreoleuciscus).
Ареал этого вида охватывает водоемы Хангая и Долины Озер (Монголия и Тува). На территории России этот вид распространен в реке Чуя и северной части бассейна озере Убсу-Нур с рекой Тэс, озере Тэрехоль. Максимальный размер карликовой формы 18—20 см, возраст до 14 лет. Особи озерной формы данного вида могут достигать 55 см и возраста 24 года. Взрослые особи рыб питаются растительностью, мелкими беспозвоночными.
Карликовый алтайский осман объект промысла и любительского рыболовства.